# Simulium evenhuisi
Simulium evenhuisi är en tvåvingeart som beskrevs av Craig 1997. Simulium evenhuisi ingår i släktet Simulium och familjen knott. Inga underarter finns listade i Catalogue of Life.